# Friedrich Georg Hendel
Friedrich Georg Hendel (Viena, 14 de desembre de 1874 - Baden bei Wien, 26 de juny de 1936) va ser un director d'escola secundària austríac i entomòleg principalment interessat en Diptera. Va descriure moltes espècies noves i va fer importants contribucions a la taxonomia superior dels Diptera.
La seva col·lecció es troba en el Museu d'Història Natural de Viena.

## Treballs
Selecció 1908-1914
- 1908 Classificació de Nouvelle des mouches à deux ailes (Diptera L.), d'après un pla tout nouveau parell JG Meigen, París, 1 VIII (1800 vs) Mit einem Kommentar. Verh Zool -Larva del borinot. Ges. Viena 58: 43-69.
- 1910 Über die Nomenklatur der Acalyptratengattungen nach Th. Beckers Katalog der paläarktischen Dipteren, Bd. 4) Wien Ent. Ztg. 29: 307-313.
- Diptera de 1914. Fam. Muscaridae, Subfam. Platystominae Genera Ins. 157, 179 pàg., 15 pls.
- 1914 Die Arten der Platystominen. Abh Zool -Larva del borinot. Ges. Viena agost (1): 1-409, 4 pls.
- 1914 Die Bohrfliegen Südamerikas. Abh Ber. K. Zool. Antrop. -Ethn. Mus. Dresden (1912) 14 (3): 1-84, 4 pls. .

Altres treballs veure la secció de referència en Sabrosky. 's Family Group Names in Diptera.